# كريستينا ماوري
كريستينا ماوري (بالإيطالية: Cristina Mauri)‏ هي مدربة تزلج فني ‏ إيطالية، ولدت في 1969.